# Love X Dilemma
Love X Dilemma (litt. « Amour X Dilemme »), connue au Japon sous le nom de Domestic na kanojo (ドメスティックな彼女, Domesutikku na kanojo, litt. « Petite amie domestique ») et abrégée en Domekano (ドメカノ), est une série de manga écrite et dessinée par Kei Sasuga. Elle est aussi appelée en anglais Domestic Girlfriend (litt. « Petite amie domestique »).
L’histoire suit le quotidien de Natsuo Fujii, un lycéen vivant avec ses nouvelles belles-sœurs à la suite du remariage de son père. Ces dernières ne sont nulles autres que sa professeur, Hina, dont il est amoureux, et Rui, la jeune fille avec qui il a eu son premier rapport.
Lancée dans le magazine de shōnen manga Weekly Shōnen Magazine de Kōdansha en avril 2014, la série s’est conclue en juin 2020. Elle est composée au total de vingt-huit volumes tankōbon. La version française est publiée dans la collection Delcourt/Tonkam de Delcourt depuis juillet 2016. Une adaptation en série télévisée d’animation par le studio diomedéa est diffusée au Japon du 12 janvier au 30 mars 2019 dans la case horaire Animeism.

## Synopsis
Natsuo Fujii est un lycéen ordinaire qui vit avec son père, car sa mère est décédée quand il était plus jeune. Celui-ci veut devenir un écrivain en essayant d’écrire pendant son temps libre. Il est désespérément amoureux de son enseignante d’anglais, Hina, mais a trop peur de lui avouer ses sentiments. En essayant de passer à autre chose, il accepte de participer à un gōkon avec ses amis et fait la connaissance de Rui. Peu sociable et incapable de tenir une conversation, celle-ci l’invite tout de même chez elle. Ne voulant pas commencer une relation, et ne se souciant non plus de Natsuo, elle veut juste essayer d’avoir son premier rapport sexuel, car elle doute de pouvoir trouver « l’amour » ou un petit ami.
Sans trop réfléchir, Natsuo accepte, mais se sent ensuite coupable d’avoir perdu sa virginité au profit d’une fille qu’il n’aime pas particulièrement. Le simple fait d’avoir eu des relations sexuelles avec une fille qu’il vient de rencontrer lui donne l’impression d’avoir trahi son amour pour Hina. C’est un coup de théâtre pour ce dernier lorsque son père lui annonce qu’il va se remarier, découvrant que ses deux nouvelles belles-sœurs ne sont autres que Hina et Rui. Un triangle amoureux plein de surprises se dévoile comme nos trois personnages finissent par faire partie de la même famille et vivre sous le même toit.

## Personnages

### Personnages principaux[1]
Natsuo Fujii (藤井 夏生, Fujii Natsuo)
Voix japonaise : Taku Yashiro (ja)
Natsuo est un lycéen avec l’ambition de devenir romancier, rempli d’impulsions créatives mais qui le cache à tous ses amis et camarades de classe. Il est profondément amoureux de son enseignante de lycée, Hina, mais en essayant d’oublier ses sentiments, il a perdu sa virginité après avoir rencontré Rui à un gōkon. Puis, par pur hasard, son père annonce qu’il se remarie et présente Natsuo à sa future épouse et ses deux filles, Hina et Rui, avec lesquelles ils partageront une nouvelle maison. C’est un garçon assez calme de tempérament, qu’il doit au fait d’écrire son expérience personnelle dans son livre, ce qui lui permet de rester assez réservé, bien qu’il demeure très sociable avec son entourage. Durant ses années universitaires, il écrit un scénario pour son club de théâtre « Forester », où il participe également comme comédien. Il reste en contact avec ses amis et membres du club de littérature de son lycée et suit les conseils de son mentor, le romancier Shigemitsu Tōgen.
Au fil des différents arcs de la saga, il aura enfin la satisfaction d’avoir une brève relation avec Hina tout en sachant que Rui expérimente la découverte de ses sentiments pour ce dernier, tout en la poussant à embrasser son destin de cheffe cuisinière. Sa rupture en deux temps avec Hina (la lettre et la visite du club de littérature sur l’île d’Izu Ōshima) le fait tomber dans une dépression mais qui va l’aider à écrire un roman pour lequel il remporte le premier prix de la catégorie « amateur » de la Shinkōsha. Alors qu’il continue sur sa voie d’écrivain, il essaie tant bien que mal à résister à ses sentiments grandissants envers Rui et finit par se rendre compte lors de la fête culturelle du lycée qu’il aime Rui sincèrement. Ne voulant pas répéter les mêmes erreurs qu’il a commises avec Hina quand ils étaient ensemble, il devient plus réfléchi et mature, offrant à sa bien-aimée trois objets qu’ils gardent comme des totems : la broche de cheveux à deux épingles (trouvée sur la braderie quand ils sont allés aider Fumiya pour le café L’Amant et qui a servi d’élément déclencheur pour la déclaration de Natsuo envers Rui), une montre assortie (offerte lors du voyage en amoureux à Noël) et le double pendentif lunaire avant que Rui ne fasse son long apprentissage à New York.
Il reste toutefois proche d’Hina mais ils ne ressortent jamais ensemble, bien qu’il existe une tension amoureuse entre les deux ; il se fait même poignarder en la protégeant de Kengo Tanabe, le prétendant sociopathe d’Hina. Elle représente un soutien moral pour Natsuo en tant que grande sœur quand celui-ci est de nouveau en dépression à la suite de sa séparation avec Rui ; cette dernière ayant préféré qu’ils rompent pour ne pas être un fardeau l’un pour l’autre, après avoir appris de Miyabi que Natsuo se confiait à elle sur son syndrome de la page blanche au lieu de sa petite amie. Avant de repartir pour les États-Unis, elle lui restitue la montre mais garde, avec son approbation, le pendentif car il lui portait chance. Cependant, il se rend immédiatement à New York quand Kajita Tokiya lui explique que Rui a perdu le sens du goût à la suite d’un trop grand stress et qu’elle n’a jamais cessé de l’aimer, affirmant que Natsuo est la raison de tout ce qu’elle a entrepris et enduré, afin qu’il soit fier d’elle. Sur place, il se remet avec Rui et lui fait une demande pour leur futur commun. Il est comblé de joie en apprenant au téléphone sa future paternité mais il aura du mal à faire accepter à ses parents, surtout Tsukiko, leur relation. Toutefois, il ignore complètement les manigances de Takeru Okunugi, le journaliste véreux qui voulait dévoiler les détails de la relation du trio avec l’aide de Kengo, mais Hina arrive à l’arrêter en se sacrifiant. En ayant une conversation à cœur ouvert avec Rui, il accepte sans broncher la décision radicale prise par la future maman après avoir entendu Masaki raconter à Natsuo tout ce qu’a fait Hina durant des mois.
Il finit par écrire un roman autobiographique, intitulé Domestic na kanojo (ドメスティックな彼女), en se promettant de le faire lire à Hina, Rui et Haruka en premier.
Rui Tachibana (橘 瑠衣, Tachibana Rui)
Voix japonaise : Maaya Uchida
Rui a rencontré Natsuo lors d’une soirée et ils ont tous deux décidé de partir et de perdre leur virginité ensemble. Son excuse était qu’elle voulait expérimenter le sexe et, comme elle doutait de trouver « l’amour », elle voulait essayer avec lui. Elle est une excellente cuisinière et a du mal à comprendre les sentiments des autres et à exprimer les siens. Ainsi, lorsqu’elle vit avec Natsuo et Hina, elle est déconcertée par tout ce qui se passe autour d’elle et par le développement de « sentiments » pour Natsuo. Elle a une peur bleue des orages comme sa sœur.
Au fil de la saga, elle connaîtra les affres de l’amour non partagé, de la déception sentimentale, de la déclaration d’amour de Natsuo et de l’amour unique et véritable avec lui. Elle conserve toute sa vie, avant de l’offrir à sa fille, le double pendentif en forme de pleine lune que lui avait offert Natsuo avant son apprentissage de perfectionnement de cuisine. Toutefois, après que Miyabi lui a expliqué que Natsuo s’est retrouvé dans l’impasse et se confiait à elle à la place de Rui, elle décide qu’il valait mieux se séparer pour ne pas se représenter comme un fardeau entre eux. Elle hésitera un bref instant à revenir en arrière devant le visage bouleversé de Natsuo mais lui demandera de conserver en mémoire tous les merveilleux et intenses moments qu’ils avaient chéris tous les deux. Ils se remettent ensemble après que Natsuo lui a rendu visite à New York alors qu’elle avait perdu le sens du goût après avoir enduré un très grand stress ; elle tombe par la suite enceinte de ce dernier et lui annonce la nouvelle par téléphone. Même s’ils sont initialement devant le fait accompli, leurs parents finissent par l’accepter et supportent le couple. Elle est finalement devenue cheffe cuisinière dans un grand hôtel de luxe de Tokyo. L’accident et le coma d’Hina puis la révélation de Misaki à Natsuo sur ce qu’a fait et enduré sa sœur pendant des mois lui fera prendre une décision radicale mais mûrement réfléchie avec le jeune homme sur leur avenir commun. Elle est présente au mariage et a même invité personnellement Miyabi.
Hina Tachibana (橘 陽菜, Tachibana Hina)
Voix japonaise : Yōko Hikasa
Elle enseigne l’anglais à des lycéens, dont elle est très appréciée et populaire pour sa beauté et sa sympathie. À l’opposé de sa sœur Rui, elle est très sociable et avenante mais est une cuisinière déplorable. Elle adore les feux d'artifice.  Elle ne tient pas du tout l’alcool. Sa vie privée est mouvementée par la liaison entretenue avec un homme marié, puis avec son demi-frère Natsuo. Lorsque sa relation avec Natsuo est découverte, elle est obligée de se faire muter dans un autre lycée loin de la capitale pour éviter à Natsuo des ennuis. Elle prendra sur elle de cacher ses sentiments réels vis-à-vis de Natsuo aussi bien quand ce dernier arrive d’Izu Ōshima qu’à son retour d’exil où elle démissionnera de son poste d’enseignante car elle ne se sentait plus légitime et sa famille lui manquait trop.
Tout au long de la saga, elle reste très proche de Natsuo, même quand Rui lui a avoué qu’ils sont désormais ensemble, dont elle avait déjà des suspicions en découvrant l’épingle de cheveux de Rui dans le studio de Natsuo et quand elle l’avait retrouvé dans le placard de la salle de bains de la maison familiale. En refrénant ses sentiments envers le jeune homme, elle sort pendant un temps avec Kengo Tanabe mais change d’avis au vu de l’instabilité égomaniaque de ce dernier et ayant découvert qu’il était manipulateur. Elle échappe à une mort certaine quand Natsuo se fait poignarder dans le flanc à sa place par Kengo qui n’avait plus rien à perdre. Elle décide de vivre sa vie en parallèle de Natsuo pour le remercier de lui avoir sauvé la vie au détriment de son propre bonheur, malgré le fait qu’elle garde pendant de longs mois un syndrome post-traumatique dû à l’acte de Kengo. Hina soutient Rui dans sa relation avec Natsuo mais ne comprend pas la nature de leur rupture, tout en découvrant combien le jeune homme avait déjà souffert lors de leur propre séparation. Seul Masaki est au courant de ses tourments intérieurs. Elle cache tant bien que mal à sa mère la recrudescence de son amour pour Natsuo et part même voir Rui à New York pour l'informer qu’elle ne pouvait plus faire semblant. Les deux sœurs ont alors une discussion sincère à cœur ouvert sur l’amour qu’elles ont pour le même homme lors d’une ballade à Central Park. Elle accepte plus tard la décision de Natsuo puis de Rui avec la nouvelle de la grossesse de sa sœur.
Elle protège une ultime fois le bonheur du couple en faisant face à Takeru Okunugi, un journaliste véreux, et son article décrédibilisant Natsuo, dont il a obtenu des informations grâce à Kengo ; elle parvient à stopper au dernier moment la parution de l’article avec l’aide de Kirya. Néanmoins, elle est victime d’un grave accident dans une vengeance désespérée dudit journaliste sous l’emprise de l’alcool ; elle reste dans un profond coma pendant de nombreuses années, ne se réveillant que grâce à Haruka et au destin. Après avoir débattu sur la décision de sa sœur, Hina se résout à ses arguments et à sa résolution. À force de volonté, sa rééducation s’est déroulée sans problèmes au bout de longs mois.

### Personnages secondaires
Momo Kashiwabara (柏原 もも, Kashiwabara Momo)
Voix japonaise : Haruka Yoshimura (ja)
Elle est une jeune fille très joviale et membre du club de littérature. De nombreuses rumeurs à propos d’elle circulent au lycée dans lequel elle aurait vécu de nombreuses aventures amoureuses. Elle confirme à Rui qu’elle en a eu une trentaine et a couché avec certains d’entre eux. Ses parents étant rarement à la maison, l’absence de cadre familial l’a poussé à combler ce vide affectif en ayant des relations. Momo possède une marque de scarification sur son poignet gauche témoignant de sa solitude et de son désarroi passés. Elle est très intelligente et est capable de mémoriser des cours entiers sans prendre de notes.
Elle est amoureuse de Natsuo au lycée car il est le seul qui ne lui a fait aucune remarque sur ses cicatrices et a refusé de coucher avec elle. Ils restent néanmoins de fidèles amis. Elle tente une nouvelle fois de lui faire des avances lors de la fête culturelle du lycée mais c’est à ce moment-là que Natsuo a pris conscience de ses sentiments pour Rui. Elle sort finalement avec Ritsu Osaka, qu’elle surnomme Rikkun, qui la console après sa dernière confession avec Natsuo ; ils restent ensemble jusqu’au bout et se marient. Elle réalise des études de médecine et travaille dans le département gynécologie-obstétrique d’un hôpital. Il s’avère qu’elle est enceinte lors du repas entre amis du premier cercle dans la nouvelle maison de Natsuo et Rui. On la revoit au mariage final avec sa petite fille et Ritsu.
Miu Ashihara (葦原 美雨, Ashihara Miu)
Voix japonaise : Konomi Kohara
Elle est la présidente du club de littérature et elle aime énormément le professeur de japonais Reiji Kariya, qui est également le conseiller du club ; malgré de nombreuses tentatives, leur relation reste au point mort. Elle est proche de Nastuo et particulièrement de Momo, avec qui elle sort beaucoup et qui la conseille au niveau de son apparence. Momo va souvent chez Miu. Elle reste une amie fidèle avec les membres du club, sortant souvent ensemble pour dîner ou aller à la plage. Miu finit par travailler dans une célèbre maison d’édition. Elle est invitée lors de l’ellipse des cinq ans dans la nouvelle maison de Rui et Natsuo pour dîner et prendre des nouvelles des uns et autres puis s’enquérir de l’état de santé d’Hina. Elle est présente lors du mariage final.
Alex J. Matsukawa (松川・J・アレックス, Matsukawa J. Arekkusu)
Voix japonaise : Tasuku Hatanaka (ja)
Ami proche de Natsuo et de Rui, appelé « Al » (アル, Aru) par les intimes. Confident de Momo, qui le surnomme « Allie », c’est un grand blond avec la double nationalité américano-japonaise, son père étant un militaire américain et sa mère japonaise, bien qu’ils se soient séparés. Il est très bavard, alternant le japonais et l’anglais. Très expansif, il est tombé sous le charme de Rui, sortant avec elle pendant un moment, pensant avoir une réelle chance de stabiliser sa relation avec elle. Après la fête culturelle du lycée et les explications de Rui sur le fait qu’ils ne peuvent être ensemble, cette dernière ne pouvant pas oublier son premier amour (Natsuo), il reste tout de même très ami avec le duo. Natsuo lui a révélé le secret qu’ils sont frères et sœurs par alliance et qu’ils ont couché ensemble une fois sans entrer dans les détails.
Il est en fait amoureux d’une camarade de classe de primaire durant sa jeunesse aux États-Unis, la retrouvant grâce à l’aide de Rui et de Natsuo, et poursuit également ses études universitaires là-bas. Il rend aussi visite à Rui qui faisait son stage de perfectionnement à la même époque et s’est senti obligé de jouer le rôle du grand frère protecteur vis-à-vis de Kajita. Rui lui explique la vérité à propos de sa relation avec Natsuo mais Alex remarque que durant tout la soirée, elle gardait la main sur son pendentif lunaire ; il dévoile cette information à Nastuo lors d’un repas de soirée avec le club de littérature d’origine. Par fidélité, il accompagne Natsuo aux États-Unis en tant qu’interprète, quand celui-ci décide d’aller soutenir Rui dans sa crise de stress. Vers la fin de la saga, il poursuit ses études afin de devenir éducateur pour enfants et est toujours avec Lily. Il est présent lors du mariage final.
Akihito Fujii (藤井 昭人, Fujii Akihito)
Voix japonaise : Nobuo Tobita (ja)
Le père de Natsuo. Il s’est remarié avec Tsukiko Tachibana et leurs deux familles emménagent ensemble par la suite. Il est resté veuf pendant dix ans après le décès de Jun (純), la mère de Natsuo, avant son remariage avec Tsukiko, avec qui il aura une réelle complicité durant toute la saga. Il a des soupçons sur la relation entre son fils et Hina quand il voit la forte déprime de Natsuo après le départ forcé d’Hina du lycée. Il est pris au dépourvu, comme Tsukiko, quand Natsuo et Rui leur annoncent leur relation, qu’ils vont se marier et qu’ils attendent un enfant. Il comprend les raisons et croit en son fils, que celui-ci n’agit pas sur un coup de tête, alors qu’ils font face à la tombe de sa première femme. Il est présent à la fin au mariage de son fils et d’Hina.
Tsukiko Tachibana (橘 都樹子, Tachibana Tsukiko)
Voix japonaise : Yurika Hino (ja)
La mère de Hina et de Rui. Elle est une haut cadre dans une grande entreprise. Elle a toujours protégée ses filles quand son ex-mari les a quittées et a demandé le divorce. Elle a initialement du mal à accepter que Rui veuille justement faire son apprentissage en cuisine dans le restaurant de son père biologique mais capitulera devant les plats de Rui et sur les explications de son ex-mari et d’Hibiki. Elle se doute, comme Akihito, qu’Hina et Natsuo ont vécu une grande passion ensemble mais ne soupçonnera jamais que Rui et Natsuo soient en couple. Elle reste persuadée, quand Rui fera ses gammes de perfectionnement à New York en cuisine, que sa fille aînée et son beau-fils ont remis le couvert ensemble. Elle est choquée pendant quelques jours après avoir appris la relation de Rui et de Natsuo. Les explications de Rui à propos de la découverte de l’amour et des conséquences grâce à son remariage lui font surmonter sa colère envers le couple et accepte cet état de fait. Elle fait même tout son possible pour organiser la noce. Elle est présente lors du mariage final dans le salon de la mariée avec Haruka.
Haruka (ハルカ)
La fille de Rui et de Natsuo. Elle a 5 ans et est en pré-section de maternelle après l’ellipse de cinq ans. Ses parents lui ont expliqué, vu son âge, ce qu’il en était pour eux deux et pourquoi Hina était dans leur maison en état de coma. Elle prend soin de sa tante avec son père et sa mère. Sur un coup du destin, elle est plus ou moins celle qui provoque le réveil d’Hina avec ce qu’a laissé Natsuo dans la main de celle-ci. Elle est présente lors du mariage final. Elle semble avoir très bien intégré l’anglais, discutant sur Skype avec Daniella et sa fille.
Fumiya Kurimoto (栗本 文哉, Kurimoto Fumiya)
Voix japonaise : Takuya Eguchi
L’ami d’enfance de Natsuo. Il travaille à temps partiel dans un café appelé L'Amant (ラマン, Raman). Il est au courant de tout ce qui concerne Natsuo et ses déboires sentimentaux. Il fait en sorte de réveiller son ami après qu’Hina a rompu par lettre avec celui-ci. Il est aussi présent après la rupture avec Rui. Natsuo lui en est reconnaissant et passe une soirée sur fond de nostalgie avec son plus ancien ami juste avant les préparatifs du mariage avec Rui. Il est présent lors du mariage final au côté de Masaki et Misaki.
Miyabi Serizawa (芹沢 雅, Serizawa Miyabi)
C’est une étudiante du même âge que Natsuo dans la même faculté que lui et qui s’est inscrite au club de théâtre des Forester. C’est une excellente comédienne mais qui se braque si elle s’aperçoit que ses partenaires de scène (voire le scénariste qu’était Natsuo quand il a imaginé son scénario) ne sont pas assez impliqués dans la création d’une pièce. Son attitude initialement un peu froide s’atténue et elle en viendra à tomber amoureuse de Natsuo ; elle tente de se rapprocher de lui mais comprend vite que le jeune homme n’a que Rui dans son cœur. Elle lui rend visite à l’hôpital après qu’il s’est fait poignarder par Kengo. Miyabi est une présence réconfortante pour Natsuo et lui sert de confidente quand il fait une dépression et a perdu l’envie d’écrire ; elle avoue à Rui, qui était totalement ignorante de l’affaire, que Natsuo souffre du syndrome de la page blanche depuis un certain temps.
Avec divers indices laissés par Rui, elle découvre fortuitement que la jeune femme, Hina et Natsuo sont en fait demi-frères et sœurs par alliance, elle trouve cela immoral mais elle garde le secret. Elle conserve son amour pour Natsuo mais celui-ci lui déclare lors d’un nouveau stage de théâtre qu’il la respecte mais que pour lui, ils sont juste amis et rien de plus. Elle accepte sa décision avec l’aide de Yuka qui ne l’a jamais abandonnée. Elle devient la présidente de la compagnie de théâtre sur la proposition de Natsuo pour sa candidature et validée par toute la troupe à l’unanimité, quand celui-ci a décidé de faire une pause d’un an pour préparer son mariage avec Rui et profiter de son futur enfant à naître. Elle est présente au mariage final, devenue une actrice accomplie et très amie avec Rui.
Yuka Kusanagi (草薙 優香, Kusanagi Yūka)
Meilleure amie de Miyabi, elles se connaissent depuis l’enfance. Au fil des années, elle a ressenti plus que de l’amitié pour la jeune comédienne, au point d’avoir de nombreuses photos d’elle sur son PC. Elle la connaît par cœur mais souffre de ne pas être aimée en retour. Elle considère Natsuo au début comme un rival au point de vouloir quitter le club des Forester et rompre son amitié avec Miyabi car elle souffrait trop. Après les explications avec Natsuo puis avec Miyabi qui ne voulait pas perdre sa meilleure et unique amie même si elle ne l’aimait qu’amicalement, Yuka changera d’avis et restera dans le sillage de Miyabi pour la soutenir.
Yūya Masaoka (柾岡 悠弥, Masaoka Yūya)
Voix japonaise : Takeaki Masuyama (ja)
Un camarade de classe de Natsuo surnommé Yūya (ユーヤ).
Kazuyuki Kine (木根 和志, Kine Kazuyuki)
Voix japonaise : Gakuto Kajiwara (ja)
Un camarade de classe de Natsuo.
Subaru Shibasaki (芝崎 昴, Kine Kazuyuki)
Tout comme Natsuo, c’est un lycéen féru de littérature et écrivain à ses heures perdues, qui est surnommé « Barusu » par Momo. Il s’inscrit avec Ritsu et Fumino au club. Il participe à de nombreux concours littéraires pour effacer le déshonneur de son père. Il apparaît comme un antagoniste de Natsuo au début, car il ne comprend pas que le jeune homme ait pu avoir un célèbre prix pour son roman post-rupture avec Hina. Il est très perspicace, a lu de nombreux livres de différents thèmes et dédaigne au début les membres du club de littérature, avant de se raviser et de devenir un soutien indéfectible du groupe. Il a l’air toujours très sérieux derrière ses lunettes mais en fait, il adore s’amuser (au karaoké ou dans les soirées avec le groupe). Il est le seul à ne pas s’apercevoir que Fumino est amoureuse de lui. C’est Momo et le club de théâtre de Natsuo, lors d’une soirée, qui lui feront ouvrir les yeux. Il sort finalement avec la jeune femme, qu’il demandera en mariage après l’ellipse des cinq ans. Il est au courant que Rui et Natsuo sont demi-frères et sœurs par alliance. Il devient le président du club de littérature du lycée sur proposition de Miu et Natsuo et en fera une grande promotion avec succès. Il est présent lors du mariage final.
Fumino Kabasawa (樺沢 史乃, Kabasawa Fumino)
Une camarade de classe de Subaru, surnommée Fumin ou Fuminette. Elle est rousse avec des barrettes de cheveux de chaque côté de ses tempes. Elle connaît Subaru depuis l’école primaire et est amoureuse de lui. Elle s’inscrit dans le club de littérature et donne à Natsuo les vraies raisons de la colère permanente de Subaru à propos de son défi. Comme Ritsu et Subaru, elle reste fidèle au club et participe aux diverses sorties du groupe. Elle avoue finalement ses sentiments à Subaru durant une sortie au bord de la mer avec le groupe de littérature, en plus du club de théâtre universitaire de Natsuo, juste après l’avoir embrassé au cours de la nuit. Ils restent ainsi ensemble durant le reste de la saga jusqu’à ce que Subaru la demande en mariage vers la fin de l’histoire. Elle est présente au mariage final.
Ritsu Osaka (桜坂 律, Ōsaka Ritsu)
Un camarade de classe de Subaru. Il s’inscrit au club de littérature, dont les membres le surnomment « Rikkun ». Au début, Subaru le traite avec mépris car il ne lit principalement que des light novel avant de se mettre à la lecture d’œuvres plus élaborées. Il tombe sous le charme de Momo, faisant fi des rumeurs à son sujet. Ritsu développe une certaine jalousie envers Natsuo puisque Momo est folle amoureuse de lui mais celle-ci disparaît à partir de la fête culturelle quand il console Momo dans la salle du club après que Natsuo se soit enfuit à la recherche de Rui ; il apporte une douce réponse à la jeune femme sur ses anciennes traces de scarification, lui disant que c’est une histoire de son passé et qu’elle n’avait pas à en rougir. Momo tombe progressivement amoureuse de lui, lui demandant s’il n’a pas peur qu’elle soit sa première petite amie et ils restent ensemble puis se marient. Il travaillera dans un groupe d’hypermarché avant de devenir père au foyer à la naissance de leur enfant. Il est présent auprès de Momo et de leur fille lors du mariage final.
Reiji Kiriya (桐谷 怜士, Kiriya Reiji)
Voix japonaise : Hikaru Midorikawa
Professeur de japonais moderne dans le lycée de Natsuo, il est également le conseiller du club de littérature. Il sait tout de l’histoire entre Hina et Natsuo mais ne portera jamais de jugement. Il garde toujours un œil au destin du club de littérature et de ses anciens membres. Il aide Hina à arrêter la publication de l’article de Takeru Okunugi, le journaliste qui voulait dévoiler la relation du trio. Il est présent lors du mariage final.
Shū Hagiwara (萩原 柊, Hagiwara Shū)
Voix japonaise : Daisuke Hirakawa (ja)
Il est un chercheur à l’université et un homme marié âgé de 32 ans mais n’a pas d’enfants avec sa femme. Il entretient une relation adultère avec Hina dont il est aussi le premier amour. Il apparaît de temps à autre dans le café L’Amant en discussion soit avec M. Kiriya, soit avec Hina. Il dévoile à Natsuo les sentiments d’Hina à son égard.
Masaki Kobayashi (小林 昌樹, Kobayashi Masaki)
Voix japonaise : Kenjirō Tsuda (ja)
Propriétaire du café L'Amant (ラマン, Raman). C’est un homme grand et moustachu avec des cheveux longs mais dont le comportement est efféminé. Il n’aime pas être appelé par son vrai nom, son entourage l’appelant Marie (マリー, Marī). C’est un ancien lieutenant (若頭, waka-gashira) d’un clan de yakuza. Il est le confident du trio, apportant conseil et écoute. Il aide surtout Hina, depuis sa démission d’enseignante d’anglais, à surmonter ses sentiments envers Natsuo et Rui. Il recueille Misaki après l’arc narratif de la drogue et l’embauchera au café. Masaki explique à Natsuo, dans la cafétéria de l’hôpital où se trouve Hina, tout ce que la jeune femme a vécu, subit et enduré pour que le jeune homme puisse se remettre de sa dépression, écrire et vivre son histoire d’amour avec Rui. Il vient rendre visite à Natsuo dans sa nouvelle maison après l’ellipse des cinq ans et est également présent avec Fumiya et Misaki au mariage final.
Jō Mikimoto (幹本 丈, Mikimoto Jō)
Le père d’Hina et de Rui, et l’ex-mari de Tsukiko. Il est le beau-père d’Hibiki Mikimoto. Il est homme d’affaires et restaurateur. C’est lui qui propose à Rui de faire un test de cuisine dans son nouveau restaurant, le Tempo Felice (テンポ・フェリーチェ, Tenpo Ferīche). Il a divorcé avec Tsukiko, non pas à cause d’une histoire d’adultère, mais en raison de fortes dettes dues à son premier restaurant qui a fait faillite. N’osant pas affronter la vérité face à sa famille, il n’a trouvé que ce stratagème. Il s’est refait une santé financière et a une certaine notoriété gastronomique. Rui décide de se former à la cuisine après le lycée et son père la prend dans sa brigade comme apprentie, ne lui donnant aucun passe-droit mais, comme il le lui explique après, par méritocratie. Il a eu écho de ses progrès et de sa passion pour gravir les échelons dans le restaurant. Il lui propose d’ailleurs, en vue d’ouvrir un nouveau restaurant dans un hôtel prestigieux de Tokyo, d’améliorer ses connaissances et ses gammes de cuisinière à New York dans un grand hôtel chez un de ses amis chefs cuisiniers. Il est parfaitement au courant de la relation entre Natsuo et Rui, ayant eu déjà des doutes quelque temps auparavant mais il gardera le secret et n’en parlera jamais à Tsukiko. Rui l’appelle en premier quand elle apprend qu’elle est tombée enceinte mais il a su la rassurer. Il est présent lors du mariage final.
Hibiki Mikimoto (幹本 響, Mikimoto Hibiki)
C’est la belle-fille de Jō Mikimoto. Natsuo la surnomme Bikki, au grand dam de la jeune fille. Elle est au collège quand Rui et Natsuo font sa rencontre à l’entrée du nouveau restaurant de Jō. Elle a une peur bleue que Rui veuille se rapprocher de son père pour les évincer, elle et sa mère. Malgré les explications de Rui, elle reste dans les parages quand Rui a fugué provisoirement et s’est installée dans le bureau de son père au restaurant le temps que sa mère accepte qu’elle soit formée à la cuisine par lui. Elle donne quelques conseils à la jeune femme quand elle a goûté à ses recettes puis lui donne un grand coup de main quand Tsukiko lui refuse dans un premier temps de goûter au dessert préparé par Rui. Son beau-père apporte les explications supplémentaires pour que tout le monde s’apaise. Alors qu’elle passe une après-midi dans un parc aquatique avec une amie, elle y croise Rui et Natsuo ; bien qu’elle soit au courant à ce moment-là que Rui a un petit ami grâce à certains membres de la brigade de cuisine, elle ne connaît pas son identité, et ce au grand soulagement de Natsuo. Elle rend visite au jeune homme à l’hôpital alors qu’il est dans un état grave à la suite du coup de couteau de Kengo, apportant des en-cas offerts par le restaurant et venant prendre des nouvelles.
Shigemitsu Tōgen (桃源 繁光, Tōgen Shigemitsu)
De son vrai nom Shigemitsu Kurumizawa (胡桃沢 繁光, Kurumizawa Shigemitsu). C’est un célèbre écrivain qui prend Natsuo comme assistant disciple sur recommandation de son éditeur. Il a la soixantaine quand Natsuo fait sa connaissance. Il vit dans une maison délabrée et dort souvent par terre après avoir passé ses nuits à lire de la documentation. Il fume beaucoup. Il a reçu de nombreux prix littéraires, dont le prix Naoki, mais n’apparaît jamais à la cérémonie de remise des prix en raison de sa personnalité difficile. Au fil du temps, une relation de confiance et un profond respect mutuel s’établissent entre Natsuo et Tōgen. En tant que mentor, il donne de nombreux conseils à Natsuo pour qu’il améliore son style d’écriture et soit plus rigoureux. C’est pour cela qu’il a un nombre impressionnant d’ouvrages de documentation avant de se lancer dans un nouveau roman. Il conserve un train miniature à côté de son bureau et après un certain temps, il explique à Natsuo qu’il s’agit d’un souvenir en mémoire de son jeune fils de 3 ans qui a tragiquement disparu par sa négligence il y a une vingtaine d’années de cela, entraînant plus tard son divorce avec sa femme alors déjà enceinte d’une fille.
Atteint d’un cancer en phase terminale et refusant de se soigner, il demande à Natsuo comme ultime souhait de l’accompagner en haut d’une montagne où il meurt paisiblement au lever de soleil non sans avoir donné au jeune homme ses derniers conseils. Dans son testament, il lègue à Natsuo une paie pour avoir pris soin de lui ainsi que toutes les notes sur le roman qu’il devait finir. Par respect envers son mentor et avec l’aide d’Hina, mais aussi avec le stylo-plume que lui avait offert Rui, Natsuo surmonte sa crise de la page blanche et parvient à finir le roman tout en s’excusant avant auprès de la fille biologique de Tōgen lors des funérailles pour terminer son œuvre à sa place. Une foule immense est présente le jour de l’hommage national pour l’écrivain disparu dont Yuri, Etsuo Kikuchi dit « Erica », Kiriya et Hana sont parmi les personnes présentes.

#### Misaki Ogura
Jeune femme de 21 ans aux cheveux argentés que l'on découvre dans l'arc de la drogue après la rupture entre Natsuo et Rui. Elle est présente lors du second Gokon de Natsuo qu'a préparé Fumiya pour deux raisons. Rencontrer une femme pour lui et essayer que son ami se ressaisisse après sa rupture douloureuse. On découvrira au fil de l'histoire que Misaki est une femme désabusée depuis qu'elle a été mannequin mais qu'un des produits de beauté l'a terriblement brulée au niveau de la gauche de son visage. D'où la grande mèche de cheveux qui cache ce côté du visage. Depuis, elle est devenue cynique, cachant ses véritables émotions, fume beaucoup et se drogue. Elle alterne les petits boulots et rencontrera Kasumi (la voisine de palier de Natsuo) qui lui proposera de participer au Gokon en question. Par la suite, Natsuo et Misaki deviendront amis et il sera entrainé dans l'arc de la drogue bien malgré Misaki. Une bande rivale qui avait confié de la drogue à Misaki prendra en otage le duo avant qu'Hina (en tant que grande sœur) et Masaki Kobayashi n'interviennent, aidés par l'ancien clan de Yakusa du Boss. Misaki acceptera de se rendre à la police et fera un peu de prison préventive avant que le patron de L'Amant ne la prenne sous son aile. Elle stoppera radicalement sa consommation de drogue. Une relation de confiance s'établira entre les deux et elle travaillera au café en étant hébergée par Kobayashi. Elle conservera l'amitié de Natsuo et d'Hina. On la voit moins dans la suite de la saga mais elle sera témoin des atermoiements de Natsuo et des sœurs Tachibana. Elle est présente au mariage final au côté de Fumiya dont elle se sera rapprochée et du Boss.
Hana Sakaki (榊 華, Sakaki Hana)
Elle est étudiante à l’université de Meiji depuis quatre ans et est la principale scénariste du club de théâtre des Forester. Elle est assez petite et porte de grosses lunettes. Elle partage son temps entre étudier et écrire depuis 3-4 ans tous les scénarios à succès du club mais travaille aussi à temps partiel dans une grande société, ce qui fait qu’elle n’a plus trop le temps d’écrire le nouveau scénario de la pièce de théâtre quand Natsuo vient s’inscrire au club. Elle tente de cacher son activité de romancière à sa mère qui a horreur du monde des écrivains et des arts pour une certaine raison. En fait, Hana est la fille que n’a jamais connu maître Togen et sa mère est l’ancienne femme de l’écrivain. Maître Tōgen fait sa connaissance par pur hasard alors qu’il est membre du jury pour la remise de prix littéraires de la Shinkōsha à laquelle Hana se voit décerner une récompense. Lors de l’hospitalisation de Tōgen, Hana vient lui rendre visite avec Natsuo. Elle est présente lors des funérailles de son père aux côtés de sa mère et durant l’hommage national de l’écrivain, Natsuo s’excuse auprès d’elle de finir le dernier roman inachevé de son père à sa place mais elle lui répond qu’il est le mieux placé pour terminer son œuvre, préférant finir son propre livre pour l’honorer. Elle est présente également au mariage final, tenant dans ses bras la photo de son père disparu.
Kajita Tokiya (梶田 時弥, Tokiya Kajita)
Grand jeune homme de 19 ans, il remplace au départ Rui à la suite de sa grave blessure à la main au Tempo Felice. Il a une grande expérience culinaire et dédaigne presque Rui au départ. Il sourit rarement mais au fil du temps avec le retour de Rui, il s’adoucit un peu. Il participe également au voyage de formation à New York avec Rui et entame une relation amicale avec elle. Il finit par développer des sentiments pour cette dernière, même en sachant qu’elle est en couple avec Natsuo. Il la protège du machisme et du racisme de certains membres de la brigade de cuisine du restaurant américain et remporte un concours culinaire au grand dam de Rui qui s’y était inscrite également. Avant de repartir au Japon, il a déclaré son amour à Rui mais elle lui a répondu que tout ce qu’il aime chez elle, c’est en partie à Natsuo qu’elle le doit. Il accepte la réponse mais garde des liens forts avec elle. Il est le premier prévenu par Daniella quand Rui a perdu le sens du goût à cause de son grand stress pour partir à la recherche de Natsuo et lui annoncer qu’elle a besoin de son aide ; il accompagne Natsuo à l’aéroport en lui révélant qu’il n’aurait jamais pu prendre sa place car Natsuo est la raison pour laquelle Rui travaillait si dur, personne d’autre ne saurait le remplacer même s’ils avaient rompu et qu’en dépit de tout ce qu’il lui arrivait, c’était grâce à lui qu’elle tenait le coup. Natsuo lui en est reconnaissant de cet aveu. Il est présent également au mariage final comme un cuisinier du grand hôtel, demandant à Rui de goûter à un des plats, bien qu’il connaisse déjà la réponse.
Daniella (ダニエラ, Daniera)
Jeune femme afro-américaine de 25 ans, colocataire de Rui durant son apprentissage à New York. Elle travaille dans la même brigade de cuisine que Kajita et Rui. Elle est assez tonique et a un petit ami, Will, qui vient de temps à autre lui rendre visite. Elle aide Rui à progresser en anglais, tout en lui enseignant un peu d’espagnol, et la protège comme elle peut du sexisme de certains collègues. Lors de la perte du goût de Rui, elle prend sur elle d’appeler Kajita pour qu’il retrouve l’amour de Rui, seul à même de la guérir psychologiquement. Elle soutient aussi la jeune femme quand elle apprend sa grossesse. Avant que Rui ne reparte pour le Japon avec la fin de son stage, elle lui avoue que les préservatifs dans sa commode étaient défectueux mais n’avait pas pensé à les jeter. Elle et Rui sont restées de grandes amies et avec la fille qu’elle a eu avec Will, elles discutent souvent en anglais en visioconférence avec Haruka, la fille de Rui et Natsuo.

## Productions et supports

### Manga
Domestic na kanojo (ドメスティックな彼女) est écrite et dessinée par Kei Sasuga,. La série est lancée dans les 21e et 22e numéros combinés de 2014 du magazine de prépublication de seinen manga Weekly Shōnen Magazine, le 23 avril 2014. Le dernier chapitre est publié dans le 28e numéro de 2020, sorti le 10 juin 2020,. Les chapitres sont rassemblés et édités dans le format tankōbon par Kōdansha avec le premier volume publié le 17 juillet 2014 ; la série est composée au total de 28 volumes tankōbon.
En mars 2016, Delcourt avec sa collection Delcourt/Tonkam a annoncé l’octroi de la licence du manga pour la version française sous le titre Love X Dilemma, avec une traduction de Fabien Nabhan. Les deux premiers tomes sont sortis le 6 juillet 2016,. En Amérique du Nord, le manga est publié numériquement par la maison d’édition Kodansha Comics depuis avril 2017 sous le titre Domestic Girlfriend,. Crunchyroll Manga publie simultanément en anglais les chapitres de la série depuis juin 2018.

### Vidéo en ligne
Une vidéo en ligne a été publiée sur YouTube en mai 2016, à l’occasion de la publication du neuvième volume du manga. Destinée à être un « type d'expérience de simulation de drama d'histoire d'amour » (体験型恋愛シミュレーションドラマ, Taiken-gata ren'ai shimyurēshondorama), la vidéo permet au spectateur d’influencer de manière interactive l’histoire en choisissant entre deux annotations à cliquer qui mène à des vidéos séparées. La vidéo met en vedette Anna Konno (ja) dans le rôle de Hina et Hanami Natsume (ja) dans le rôle de Rui.

### Anime
Une adaptation en une série télévisée d’animation a été annoncée par Kōdansha en juillet 2018,. Celle-ci est réalisée par Shōta Ihata et écrite par Tatsuya Takahashi au sein du studio d’animation diomedéa ; Naomi Ide a fourni les character designers tandis qu’Yayoi Tateishi est le directeur sonore et Masato Kōda compose la bande originale de la série chez FlyingDog. La série est composée de 12 épisodes de 25 minutes diffusés au Japon du 12 janvier au 30 mars 2019 dans la case horaire Animeism sur TBS et MBS, et un peu plus tard sur BS-TBS, AT-X et ATV, ; Amazon détient les droits exclusifs de diffusion en simulcast de la série au Japon via son service de vidéo à la demande, Amazon Prime Video.
Anime Digital Network détient les droits de diffusion en simulcast de la série en France, en Belgique, en Luxembourg, en Suisse, en Andorre et à Monaco sous le titre Domestic Girlfriend - Love X Dilemma. Sentai Filmworks a acquis les droits de distribution de la série en Amérique du Nord, dans les îles Britanniques, en Australasie, en Afrique du Sud et dans d’autres territoires, et la diffuse en simulcast sur certaines plates-formes ; HIDIVE a également produit une version doublée en anglais de la série. En Australie et en Nouvelle-Zélande, la série est aussi licenciée par AnimeLab. Crunchyroll la diffuse également en simulcast en Amérique, dans les îles Britanniques, dans la péninsule Ibérique, en Angola, au Cap-Vert, en Mozambique, en Guinée-Bissau, en Guinée équatoriale, en Russie, en Biélorussie, au Kazakhstan, au Kirghizistan, en Europe italienne, au Moyen-Orient et en Afrique du Nord. MVM Entertainment (en) distribue les Blu-ray et DVD de la série au Royaume-Uni et en Irlande.
La chanson de l'opening de la série, intitulée Kawaki wo Ameku (カワキヲアメク), est réalisée par Minami, tandis que la chanson d'ending, intitulée Wagamama (わがまま), est interprétée par Alisa Takigawa,.

#### Liste des épisodes
| No                            | Titre français                                 | Titre japonais                   | Titre japonais                    | Date de 1re diffusion |
| No                            | Titre français                                 | Kanji                            | Rōmaji                            | Date de 1re diffusion |
| ----------------------------- | ---------------------------------------------- | -------------------------------- | --------------------------------- | --------------------- |
| 1                             | Tu veux coucher avec moi ?                     | ここであたしと、してくんない？   | Koko de atashi to, shite kun'nai? | 12 janvier 2019       |
| [Chapitres 1-2]               |                                                |                                  |                                   |                       |
| 2                             | Est-ce qu'il y en a eu un ?                    | もしかしてしちゃった？           | Moshikashite shi chatta?          | 19 janvier 2019       |
| [Chapitres 3-4]               |                                                |                                  |                                   |                       |
| 3                             | Est-ce que c'est vrai ?                        | やっぱり、ホントなんですか？     | Yappari, hontonan desu ka?        | 26 janvier 2019       |
| [Chapitres 5-6-7]             |                                                |                                  |                                   |                       |
| 4                             | Et toi, qu'en est-il ?                         | どうなの、君は？                 | Dōnano, kimi wa?                  | 2 février 2019        |
| [Chapitres 8-9-10]            |                                                |                                  |                                   |                       |
| 5                             | Est-ce que je peux t'aimer ?                   | 好きになってもいい？             | Suki ni natte mo ii?              | 9 février 2019        |
| [Chapitres 11-12-13-16]       |                                                |                                  |                                   |                       |
| 6                             | Je veux que vous vous embrassiez               | 今ここでキスしてみなさい         | Ima koko de kisu shite mi nasai   | 16 février 2019       |
| [Chapitres 17-18-19-20]       |                                                |                                  |                                   |                       |
| 7                             | Avoir une relation, ça reviendrait à ça, non ? | 付き合うって、こういうことだよ？ | Tsukiau tte, kō iu kotoda yo?     | 23 février 2019       |
| [Chapitres 14-15-20-21-24]    |                                                |                                  |                                   |                       |
| 8                             | Alors je ne veux plus être adulte              | 大人じなくていいです             | Otonaji nakute iidesu             | 2 mars 2019           |
| [Chapitres 29 à 34]           |                                                |                                  |                                   |                       |
| 9                             | Ne dis pas ça                                  | そんなこと、言わないで？         | Son'na ko to, iwanaide?           | 9 mars 2019           |
| [Chapitres 34-35-36]          |                                                |                                  |                                   |                       |
| 10                            | Menteur…                                       | うそつき…。                      | Usotsuki…                         | 16 mars 2019          |
| [Chapitres 42-43-44-45]       |                                                |                                  |                                   |                       |
| 11                            | J'ai vraiment le droit ?                       | ホントにいいの？                 | Honto ni iino?                    | 23 mars 2019          |
| [Chapitres 46 à 51 + 54 à 62] |                                                |                                  |                                   |                       |
| 12                            | Pardonne-moi. Je t'aime                        | ごめんね、あいしてる             | Gomenne, aishiteru                | 30 mars 2019          |
| [Chapitres 63 à 67 + 69 à 72] |                                                |                                  |                                   |                       |

## Accueil

### Réception critique
Le premier volume a fait l’objet d’une critique par trois rédacteurs d’Anime News Network. Nik Freeman a estimé que le triangle amoureux entre frères et sœurs du manga était un artifice et que le fan service était un gaspillage des talents de Kei Sasuga, mais a complimenté le drame et la comédie, ainsi que la profondeur des personnages. Rebecca Silverman a qualifié la configuration du manga comme étant une version de plus mature de Marmalade Boy, mais a déclaré qu’il est moins mélodramatique en raison de la sensibilité et de la profondeur de Natsuo. Amy McNulty a insisté sur les couches supplémentaires de réalité et de mélodrame du manga, estimant que Rui était le personnage le plus mémorable tandis que Natsuo était toujours réaliste, concluant que le manga avait une configuration plus honnête de ses clichés.
L’autrice Kei Sasuga a annoncé sur son compte Twitter le 7 juin 2020 qu’elle a reçu de nombreux commentaires violents venant de l’étranger, avec « une quantité écrasante d'insultes joviales, de critiques et de harcèlement prolongé », qui est en réaction avec la fin de sa série. À la suite de cela, elle a décidé de limiter son utilisation de Twitter pour éviter de recevoir de plus en plus de critiques négatives. Le 11 juin 2020, elle présenta ses excuses mais a toutefois annoncé qu’elle ne peut rien faire pour modifier la fin du manga.

### Ventes
En février 2019, le tirage de la série s’élève à 3,8 millions d’exemplaires.
En février 2020, il a été annoncé que le tirage de la série qui a atteint les 5 millions de copies.